# 尚特朗
尚特朗（法語：Chantrans，法語發音：[ʃɑ̃tʁɑ̃]）是法国杜省的一个市镇，位于该省西南部，属于贝桑松区。

## 地理
尚特朗（47°2'36"N, 6°9'0"E）面积14.31 平方千米，位于法国勃艮第-弗朗什-孔泰大區杜省，该省份为法国东部内陆省份，北起上索恩省，西接汝拉省，东部及东南部与瑞士接壤，东北部与贝尔福地区省接壤。
与尚特朗接壤的市镇（或旧市镇、城区）包括：蒙热苏瓦、勒涅、锡耶阿芒塞、奥尔南。

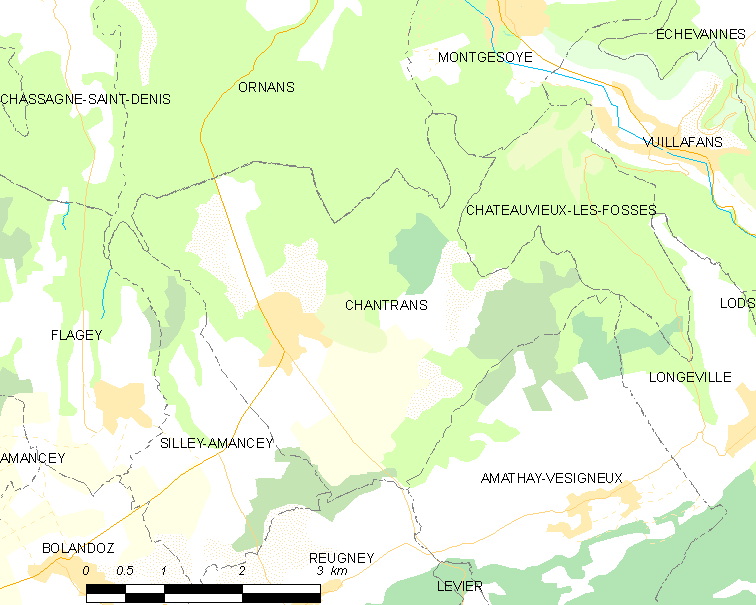
尚特朗的OSM定位图

尚特朗的时区为UTC+01:00、UTC+02:00（夏令时）。

## 行政
尚特朗的邮政编码为25330，INSEE市镇编码为25120。

## 政治
尚特朗所属的省级选区为奥尔南县。

## 人口

1962-2008年间尚特朗人口变化图示

尚特朗于2022年1月1日时的人口数量为385人。